# 米爾斯普林鎮區 (密蘇里州韋恩縣)
米爾斯普林鎮區（英語：Mill Spring Township）是位於美國密蘇里州韋恩縣的一個行政鎮區。

## 地方資料
米爾斯普林鎮區的面積為222.53平方千米，當中陸地面積為200.94平方千米，而水域面積為1.59平方千米。根據2020年美國人口普查的數據，當地共有人口796人，而人口密度為每平方千米3.58人。